# Flesh + Blood
Flesh + Blood – siódmy album studyjny brytyjskiej grupy rockowej Roxy Music, wydany w 1980 roku nakładem E.G. Records (Wielka Brytania) i Atco Records (Stany Zjednoczone).

## Lista utworów
Opracowano na podstawie materiału źródłowego.
Wydanie LP:
Strona A
| Nr | Tytuł utworu           | Muzyka                        | Długość |
| -- | ---------------------- | ----------------------------- | ------- |
| 1. | „In the Midnight Hour” | Wilson Pickett, Steve Cropper | 3:12    |
| 2. | „Oh Yeah”              | Bryan Ferry                   | 4:50    |
| 3. | „Same Old Scene”       | Bryan Ferry                   | 3:57    |
| 4. | „Flesh and Blood”      | Bryan Ferry                   | 3:13    |
| 5. | „My Only Love”         | Bryan Ferry                   | 5:19    |
|    |                        |                               | 20:31   |

Strona B
| Nr | Tytuł utworu         | Muzyka                                  | Długość |
| -- | -------------------- | --------------------------------------- | ------- |
| 1. | „Over You”           | Bryan Ferry, Phil Manzanera             | 3:27    |
| 2. | „Eight Miles High”   | Gene Clark, David Crosby, Roger McGuinn | 4:53    |
| 3. | „Rain, Rain, Rain”   | Bryan Ferry                             | 3:20    |
| 4. | „No Strange Delight” | Bryan Ferry, Phil Manzanera             | 4:44    |
| 5. | „Running Wild”       | Bryan Ferry, Phil Manzanera             | 5:01    |
|    |                      |                                         | 21:25   |

## Twórcy
Opracowano na podstawie materiału źródłowego.
Muzycy:
- Bryan Ferry – śpiew, fortepian, keyboardy, syntezator, gitara
- Andy Mackay – obój, saksofon
- Phil Manzanera – gitary

Dodatkowi muzycy:
- Paul Carrack – fortepian, organy
- Neil Hubbard – gitara
- Neil Jason – gitara basowa
- Andy Newmark – perkusja
- Simon Phillips – instrumenty perkusyjne
- Allan Schwartzberg – perkusja, instrumenty perkusyjne
- Alan Spenner – gitara basowa
- Gary Tibbs – gitara basowa

Produkcja:
- Rhett Davies, Roxy Music - produkcja muzyczna
- Rhett Davies – inżynieria dźwięku